# 卡尼 (索姆省)
卡尼（法語：Cagny，法語發音：[kaɲi] ⓘ）是法国上法蘭西大區索姆省亚眠区的一个市镇，位于该省中部，省会亚眠市区东南。

## 历史
第二次世界大战期间，卡尼被德军占领，战斗只持续到1944年7月。该月18日，英军开始进攻，但是遭到了德军顽强抵御，并被摧毁数辆坦克。最终，英军成功占领该镇。

## 地理
卡尼（49°51'41"N, 2°20'35"E）面积5.29 平方千米，位于法国上法蘭西大區索姆省，该省份为法国北部沿海省份，北起加来海峡省和北部省，西接滨海塞纳省和大西洋英吉利海峡，南至瓦兹省，东临埃纳省。
与卡尼接壤的市镇（或旧市镇、城区）包括：亚眠、博沃、隆戈、圣菲西安。
卡尼的时区为UTC+01:00、UTC+02:00（夏令时）。

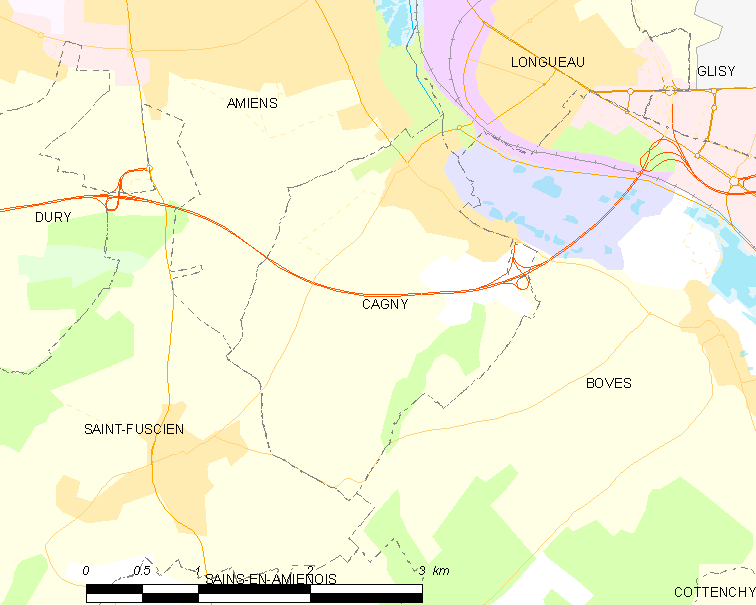
卡尼的OSM定位图

## 行政
卡尼的邮政编码为80330，INSEE市镇编码为80160。

## 政治
卡尼所属的省级选区为亚眠第五县。

## 交通
索姆省省道D161线经过卡尼。

## 文化
该地区发现有海德堡人遗址。

## 人口

1962-2008年间卡尼人口变化图示

卡尼于2022年1月1日时的人口数量为1198人。